# 2009 DO143
2009 DO143, também escrito como 2009 DO143, é um objeto transnetuniano que está localizado no Cinturão de Kuiper, uma região do Sistema Solar. Este corpo celeste é classificado como um cubewano. Ele possui uma magnitude absoluta de 8,8 e tem um diâmetro estimado com 76 km.

## Descoberta
2009 DO143 foi descoberto no dia 18 de fevereiro de 2009.

## Órbita
A órbita de 2009 DO143 tem uma excentricidade de 0,123 e possui um semieixo maior de 44,105 UA. O seu periélio leva o mesmo a uma distância de 38,681 UA em relação ao Sol e seu afélio a 49,529 UA.